# Geneviève Halévy
Pour les articles homonymes, voir Halévy et Straus.
Geneviève Halévy, aussi connue sous les noms de Mme Bizet et Mme Straus, née à Paris le 26 février 1849 où elle meurt le 22 décembre 1926, est une salonnière française courue par le Tout-Paris.
Elle est mariée au compositeur Georges Bizet puis au riche avocat Émile Straus. Elle est un des modèles du personnage de la duchesse de Guermantes dans le roman À la recherche du temps perdu de Marcel Proust.

## Biographie
Elle est la fille du compositeur Jacques Fromental Halévy — célèbre pour son opéra La Juive (1835) —  et de Léonie Rodrigues-Henriques. Aux yeux de la communauté juive, elle était une aristocrate car elle descendait par sa mère de la famille Gradis, illustre clan sépharade.

### Enfance
Geneviève connaît une enfance très difficile : elle est délaissée par des parents trop occupés par leur carrière et leur vie sociale, voit sa mère internée en 1854 dans la clinique psychiatrique du docteur Émile Blanche à la suite d'une psychose maniaco-dépressive et perd son père en 1862, alors qu'elle a treize ans. En 1864, sa mère est de nouveau internée dans la même clinique où elle restera jusqu'en 1869.
En 1866, sa sœur Esther, dont elle était très proche, meurt dans des circonstances mystérieuses après avoir passé deux semaines en compagnie de sa mère dans la clinique. Lorsque sa mère apprend la nouvelle de cette mort quelques mois plus tard, elle éclate de rage, accuse Geneviève de l'avoir tuée, confie celle-ci à son parent Émile Pereire, et la bannit de sa propre maison. Or, son gardien connaît alors des difficultés financières et sa banque du Crédit mobilier fait faillite, amplifiant l'état dépressif de Geneviève. Dans son Journal, elle notera en 1868 - elle a 19 ans : « Les années s'accumulent en vain sur le souvenir affreux des moments cruels qui m'ont séparée de tout ce que j'aimais. »

### Mariage avec Georges Bizet
Elle épouse en juin 1869 l'élève préféré de son père, le compositeur Georges Bizet. Ils s'installent brièvement avenue Trudaine, puis au 22, rue de Douai, à Paris, tout en louant une maison de campagne à Bougival (Yvelines). Leur fils Jacques, né en juillet 1872, sera l'un des amis de jeunesse de Marcel Proust. Georges Bizet meurt subitement dans leur maison de Bougival le 3 juin 1875.
L'oncle de Geneviève, le polygraphe Léon Halévy, et son cousin, le librettiste Ludovic Halévy, emménagent dans le même immeuble qu'elle, rue de Douai. Son salon est fréquenté par de nombreux écrivains, compositeurs, peintres ou gens du monde, notamment  la baronne Alphonse de Rothschild, la comtesse Potocka, la duchesse de Richelieu, la comtesse de Chevigné, proche du comte de Chambord. Très courtisée, Geneviève Halévy a à ses pieds son cousin Ludovic Halévy, Henri Meilhac, Georges de Porto-Riche, Edgar Degas, Guy de Maupassant (qui en fait le personnage principal de Fort comme la mort), Paul Bourget, Paul Hervieu, Joseph Reinach, etc.

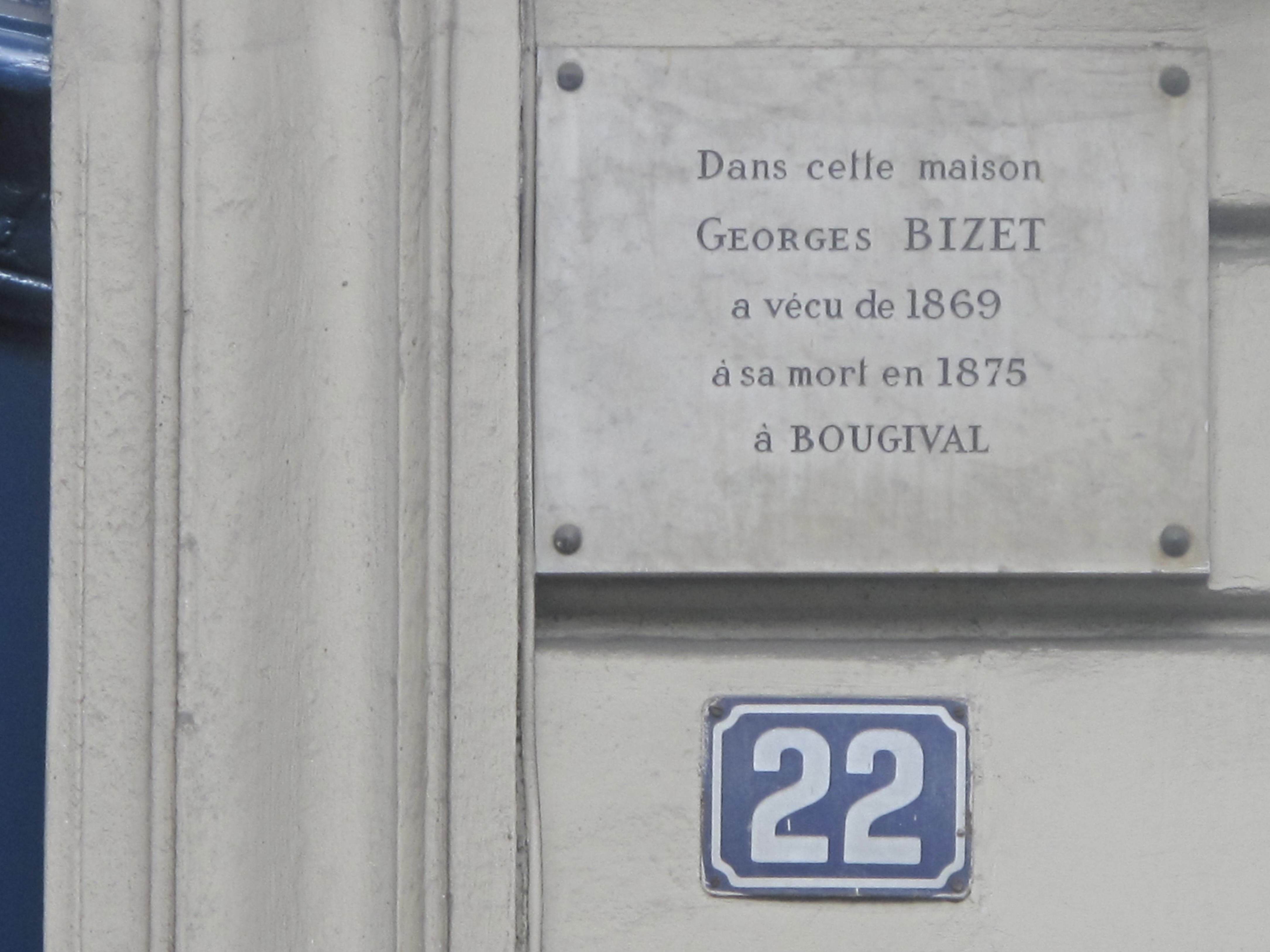
Plaque au no 22 rue de Douai à Paris (hôtel Halévy) où Bizet débuta la composition de Carmen.

À partir de 1871, à la suite d'une confrontation traumatisante avec sa mère, elle commence à être affligée de tics nerveux qui déforment son visage et elle éprouve occasionnellement des attaques de panique qui s'accompagnent de vomissements, ce qui l'oblige à prendre régulièrement quelques semaines de repos loin de la vie parisienne.
Son mari meurt en 1875, trois mois après la première de Carmen, dont l'héroïne avait des traits que l'auteur avait empruntés à Geneviève . Celle-ci prend le deuil durant cinq ans et se fera peindre en habits de deuil par Jules-Élie Delaunay. En 1876, toutefois, elle signe un contrat de mariage avec le pianiste Élie Delaborde, mais le résilie deux ans plus tard.
Extrêmement coquette, elle s'entoure de soupirants dont elle exige une loyauté sans faille mais à qui, toutefois, elle se refuse au dernier moment.

### Mariage avec Émile Straus

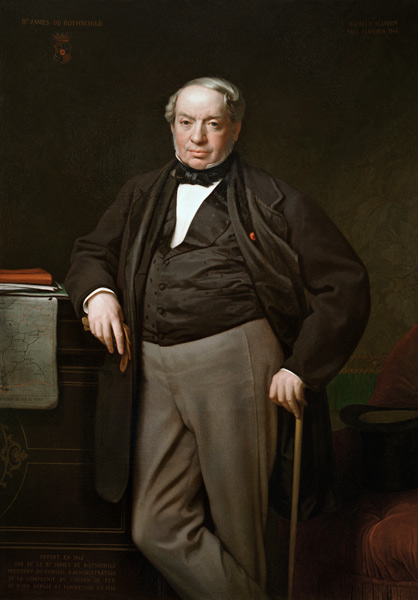
Émile Straus était le fils illégitime que James de Rothschild avait eu avec Philippine Straus (née Frank en 1812).

En 1881, elle fait la connaissance de l'avocat des Rothschild, Émile Straus (1844-1929), fils de Philippine et Abraham Straus, mais que la rumeur — qui s'est avérée extrêmement probable —, présentait comme fils illégitime de James de Rothschild. Émile est ébloui par Geneviève, en même temps qu'il est attiré par une femme de haute naissance et dont le salon est fréquenté tant par la noblesse parisienne que par des artistes. Cinq ans plus tard, Geneviève finit par épouser le brillant avocat à la grande synagogue de Paris le 7 octobre 1886, alors qu'une autre rumeur le présentait comme son frère illégitime. « C'était le seul moyen de m'en débarrasser », dira-t-elle pour expliquer son choix.

Émile Straus nourrit une profonde affection pour le fils de son épouse, Jacques Bizet. Disposant d'une fortune très confortable et de nombreuses relations, tous trois s'installent dans un appartement situé en entresol au no 134 du boulevard Haussmann, à l'angle de l'avenue de Messine. Émile, qui est très tourné vers les arts, achète des tableaux anciens mais aussi modernes. Le vaste salon en rotonde s'orne de toiles de Nattier, de Quentin de La Tour et de Monet, ainsi que du portrait de la maîtresse de maison par Jules-Élie Delaunay réalisé en 1876 (aujourd'hui au Musée d'Orsay).

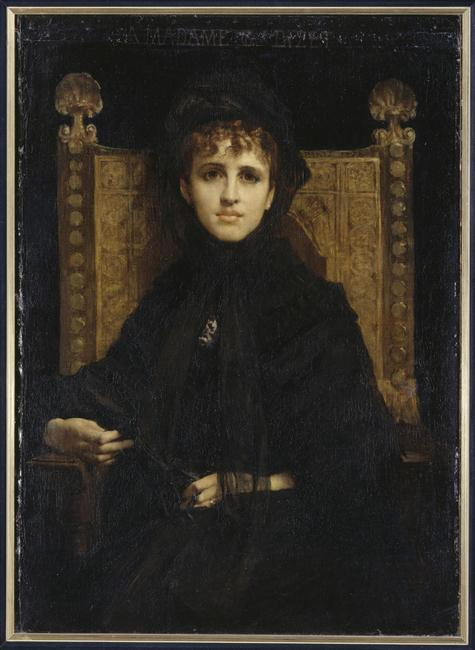
Le Portrait de Madame Georges Bizet par Jules-Élie Delaunay a fait sensation et était la pièce maîtresse de son salon. Maupassant l'évoque dans
son roman Fort comme la mort.
(Paris, musée d'Orsay).

Entre 1886 et 1890, elle éprouve un fort attachement pour Guy de Maupassant, dont l'héroïne du roman Fort comme la mort (1889) lui ressemble étrangement par son esprit, sa beauté, son portrait au centre du salon et même sa neurasthénie qu'elle soigne avec de la morphine. Ce roman est suivi par Notre cœur (1890), qui montre un homme dévasté par un amour sans retour pour une femme du monde froide et inaccessible.

### Salon réputé
Mme Straus reçoit tous les dimanches et acquiert une grande influence dans Paris. Quoique juive et roturière, elle a de nombreuses relations dans le faubourg Saint-Germain, tout comme dans le monde des arts et des lettres. 

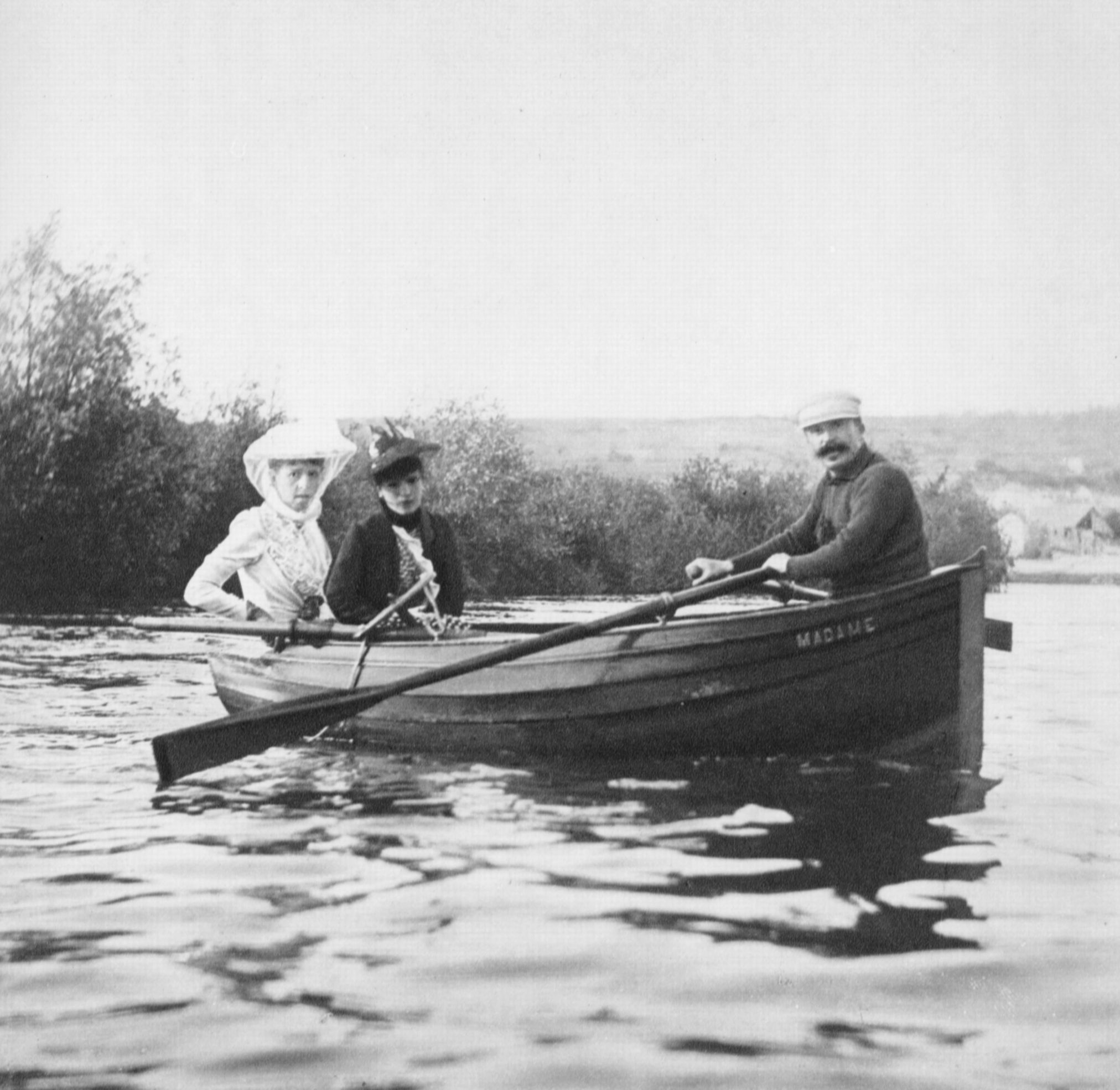
De gauche à droite : Mme Straus (née Geneviève Halévy), Mme Lippmann (née Colette Dumas) et Guy de Maupassant en barque sur la Seine, photographie du comte Primoli, été 1889.

Parmi les fidèles de son salon figurent des hommes de lettres et des artistes renommés — entre lesquels elle sert de trait d'union et dont elle commente les œuvres — tels Ludovic Halévy, Edgar Degas, Antonio de La Gandara, Paul Bourget, Jean-Louis Forain, Jules Lemaître, Paul Hervieu, Georges de Porto-Riche, Louis Ganderax, Robert de Montesquiou, Charles Gounod, Jules Massenet, Gabriel Fauré, Alexandre Dumas fils, Victorien Sardou, Henri Meilhac, José-Maria de Heredia, Henri de Régnier, Jules Lemaître, Paul Hervieu, ainsi que le jeune Léon Blum le futur homme politique, alors poète et écrivain, des acteurs comme Lucien Guitry, Réjane ou Emma Calvé, des étrangers comme Lady de Grey, Lord Lytton ou encore George Moore, amené par Jacques-Émile Blanche. Elle reçoit aussi des notabilités mondaines comme le prince Auguste d'Arenberg, la comtesse Adhéaume de Chevigné (un des modèles de la duchesse de Guermantes), la princesse Mathilde, la princesse Edmond de Polignac, la comtesse Greffulhe (autre modèle de la duchesse de Guermantes), la comtesse de Pourtalès, la duchesse de Mouchy, la princesse Murat, le comte Louis de Turenne.
Alors que dans les premières années, elle encourageait ses hôtes à réciter un poème ou à jouer au piano, la conversation devient beaucoup plus légère par la suite et exclut les conversations sérieuses. En 1893, cependant, le chroniqueur mondain du Gaulois — que l'on soupçonne être Marcel Proust — classait son salon parmi les « salons spécialement littéraires et artistiques ».
Mme Straus invitait dans son salon des personnes de la haute noblesse en même temps que des roturiers. Certains aristocrates voyaient d'un mauvais œil une telle innovation, même si celle-ci était certainement en phase avec l'émergence d'une dynamique sociale nouvelle : « Le salon de Geneviève,  écrit Ludovic Halévy, le faubourg Saint-Germain y va comme au Chat Noir et le Chat Noir comme au faubourg Saint-Germain. » En revanche, elle exclut de son salon les maîtresses de ses invités.
L'hôtesse se contentait souvent de porter un peignoir mauve avec une étole autour du cou. Invoquant une constitution fragile, elle se prélassait volontiers sur un sofa en laissant apparaître ses chevilles et ses pieds, suscitant la réprobation de certains invités tout en repoussant leurs avances, au point qu'un poème de Montesquiou la comparera à Pénélope.
Son amitié avec quatre membres de l'Académie française — Ludovic Halévy, Henri Meilhac, Melchior de Vogüé et Alexandre Dumas fils — lui donnait un poids considérable lors des élections d'un nouveau membre, au point que neuf autres habitués de son salon y seront élus au fil des ans : Othenin d'Haussonville, Paul Bourget, Paul Hervieu, Maurice Barrès, José-Maria de Heredia, Henri de Régnier, Fernand Gregh, Jules Lemaître et son cousin Georges de Porto-Riche.

### Art de la conversation
L'hôtesse était d'une habileté consommée à charmer ses invités par sa bienveillance et ses attentions à tout ce qui pouvait les préoccuper, même si on lui a parfois reproché de monopoliser la conversation. Les récits d'excursion hors de Paris, les railleries, les commérages sur les absents et les blagues à double sens faisaient aussi le sel de la conversation — sans oublier les blagues juives, à une époque où l'antisémitisme commençait à infecter la société, aux dépens parfois de l'hôtesse elle-même. Mme Straus excellait à distiller des répliques ou des bons mots qui suscitaient le rire de ses invités et faisaient ensuite le tour des salons. Ses réparties, où l'ironie savait si bien s'entourer de bienveillance, étaient justement célèbres et plus d'une fut reprise dans des pièces fameuses. Ainsi, à une dame notoirement avare qui lui demandait à propos d'un manteau du fameux couturier Worth qu'on lui connaissait depuis plusieurs saisons : « Comment trouvez-vous mon dernier Worth ? », elle répondit : « Je le trouve solide. » Elle dit aussi d'une femme autrefois belle mais qui s'épaississait en vieillissant : « Ce n'est plus une statue, c'est un groupe. » Une autre de ses réparties est rapportée dans le Journal des Goncourt: 

« Gounod terminait l’éloge d’un morceau par cette phrase abracadabrante : « … Enfin je le trouve octogone !

— J’allais justement le dire, » ripostait spirituellement Mme Straus. »

### Marcel Proust
Marcel Proust était un ami d'enfance de Jacques Bizet. Au lycée Condorcet, il est son condisciple ainsi que de son cousin Daniel Halévy et il leur écrit à tous deux des lettres enflammées auxquelles ils répondent par le silence. Après quelques mois, Proust transcende son amour en pure littérature et les relations reprennent. En septembre 1888, le jeune Bizet commence à inviter Proust chez lui après l'école et ce dernier reporte sur Mme Straus son aspiration à un amour idéalisé. Il s'ensuit une correspondance où se lit l'« amitié amoureuse vouée à cette femme exceptionnelle ». Il lui écrit notamment : 
« Vous m'avez écrit une lettre qui est un chef d'œuvre... C'est vous seule qui avez, dans le trait pur, juste et tenu, ce mélange de poésie et de gaieté ».
Il est introduit chez elle dès 1889, à l'âge de 18 ans, mais l'hôtesse le traite d'abord avec condescendance, l'ayant invité dans l'espoir que son père aiderait son fils Jacques Bizet à entrer à la faculté de médecine. C'est là que Proust rencontre Charles Haas, futur modèle de Swann. Geneviève Straus est représentée sous les traits de Mme Marmet dans Jean Santeuil et sera, dans La Recherche, l'un des modèles d'Oriane de Guermantes, pour ses réparties, ainsi que d'Odette. Lorsque Proust faisait pleinement partie de la coterie, il lui arrivait de s'attarder à bavarder avec l'hôtesse après que les autres invités étaient partis, ce qui suscitait des mouvements de jalousie de la part de Émile Straus. Cette jalousie possessive est également attestée par Edmond de Goncourt.
Dès 1891, Proust aperçoit les limites de ce salon, lors du bal donné par la princesse de Léon, auquel Mme Straus n'est pas invitée. Surtout, l'épisode des « souliers rouges », en mars 1892, lui révèle la duplicité et la superficialité des relations mondaines. Il reporte alors sur Laure de Chevigné son aspiration à côtoyer la grande aristocratie, mais sans succès.
En avril 1898, les Straus s'installent au no 104 rue de Miromesnil, dans un hôtel particulier qu'ils viennent de faire construire.

### Affaire Dreyfus
Sous l'autorité de Joseph Reinach, le salon de Mme Straus devient le point de ralliement des partisans de Dreyfus. C'est là que s'organise la première pétition du journal L'Aurore, à l'instigation d'Émile Straus, de Porto-Riche, d'Hervieu et de Halévy.
À cette occasion, des anti-dreyfusards comme Jules Lemaître ou Forain et nombre d'aristocrates désertent la maison, à laquelle l'« Affaire » porte un coup sévère. Cela ne désarme pas Mme Straus, qui intervient en 1899 auprès de Waldeck-Rousseau pour qu'il confie le ministère de la Guerre au général de Galliffet, favorable à la révison du procès Dreyfus.
En 1900, rencontrant le capitaine Dreyfus enfin réhabilité, Mme Straus put lui lancer avec malice : « J'ai tellement entendu parler de vous, capitaine ! ».

### Dernières années
À partir de 1910, Geneviève Straus se partageant entre la rue de Miromesnil et sa maison de Trouville-sur-Mer, "Le Clos des Mûriers", sombra dans la neurasthénie et prit ses distances avec le monde. Dès le début des années 1890, elle avait développé une dépendance au Véronal et à la morphine, et Paul Bourget, un de ses fidèles, lui avait vainement recommandé de réduire sa consommation.
Son fils Jacques se suicida en 1922, quatre ans avant la mort de sa mère. Retirée de la société après 1910, Mme Straus s'éteint à son domicile de la rue de Miromesnil et est enterrée au cimetière de Montmartre.

### Autres
En 1925, lorsqu'on lui suggéra de se convertir au catholicisme, elle eut ce mot fameux : « J'ai trop peu de religion pour en changer. »

« Cet esprit si délicat et si finement personnel était à la fois de charme et de bon sens » écrira d'elle Robert de Flers.

Correspondance
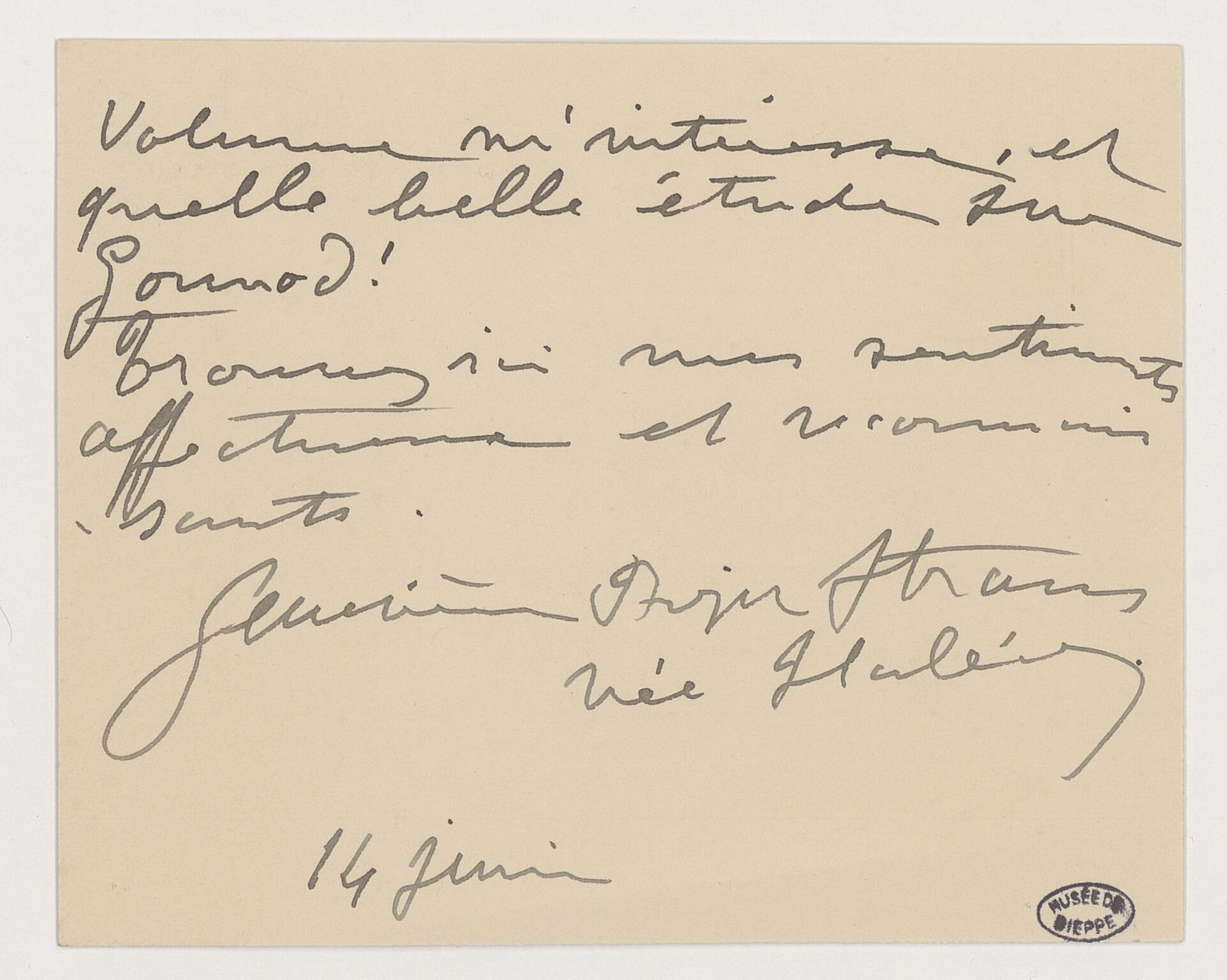
À Camille Saint-Saëns (entre 1909 et 1919)
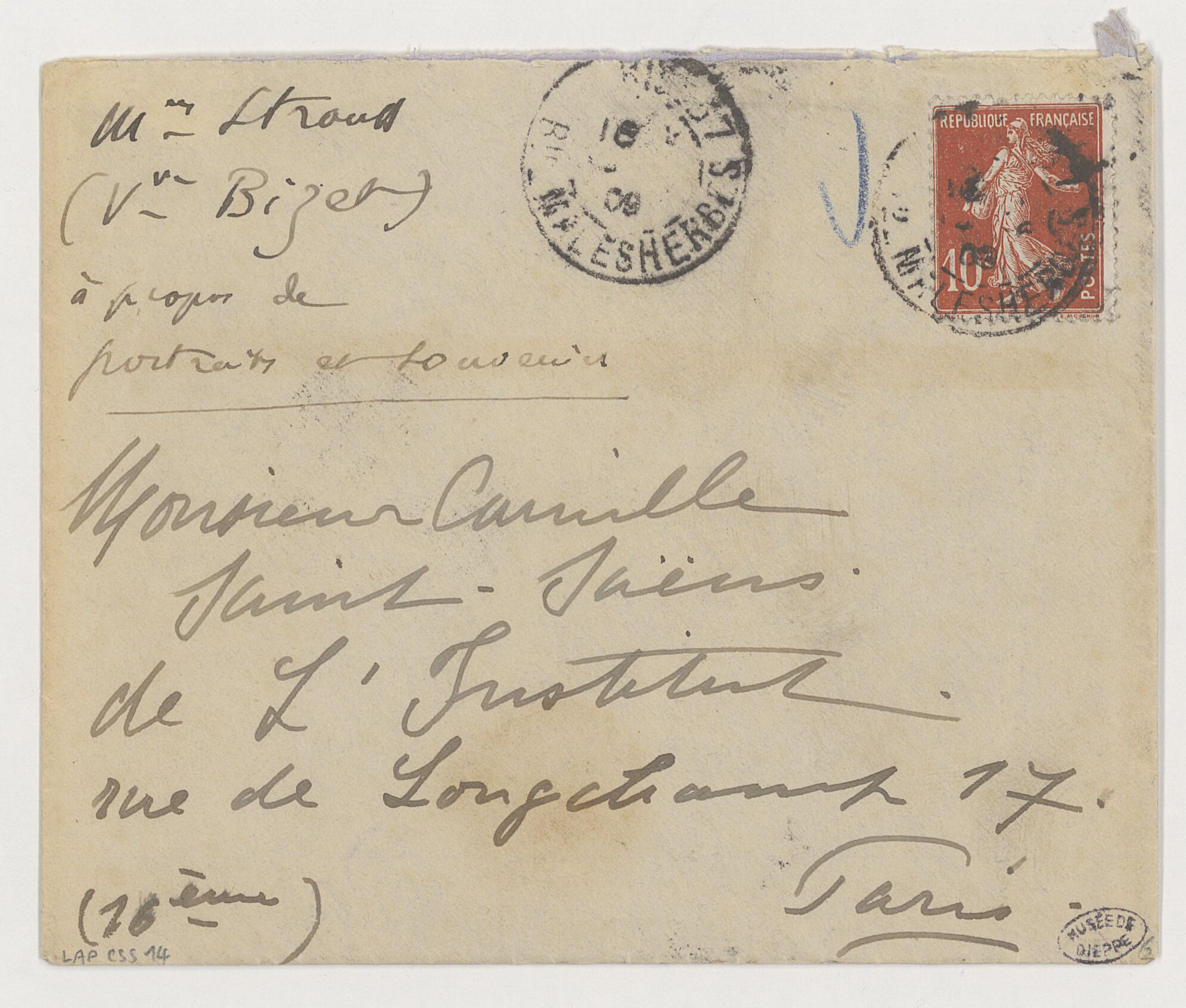
À Camille Saint-Saëns (entre 1909 et 1919)
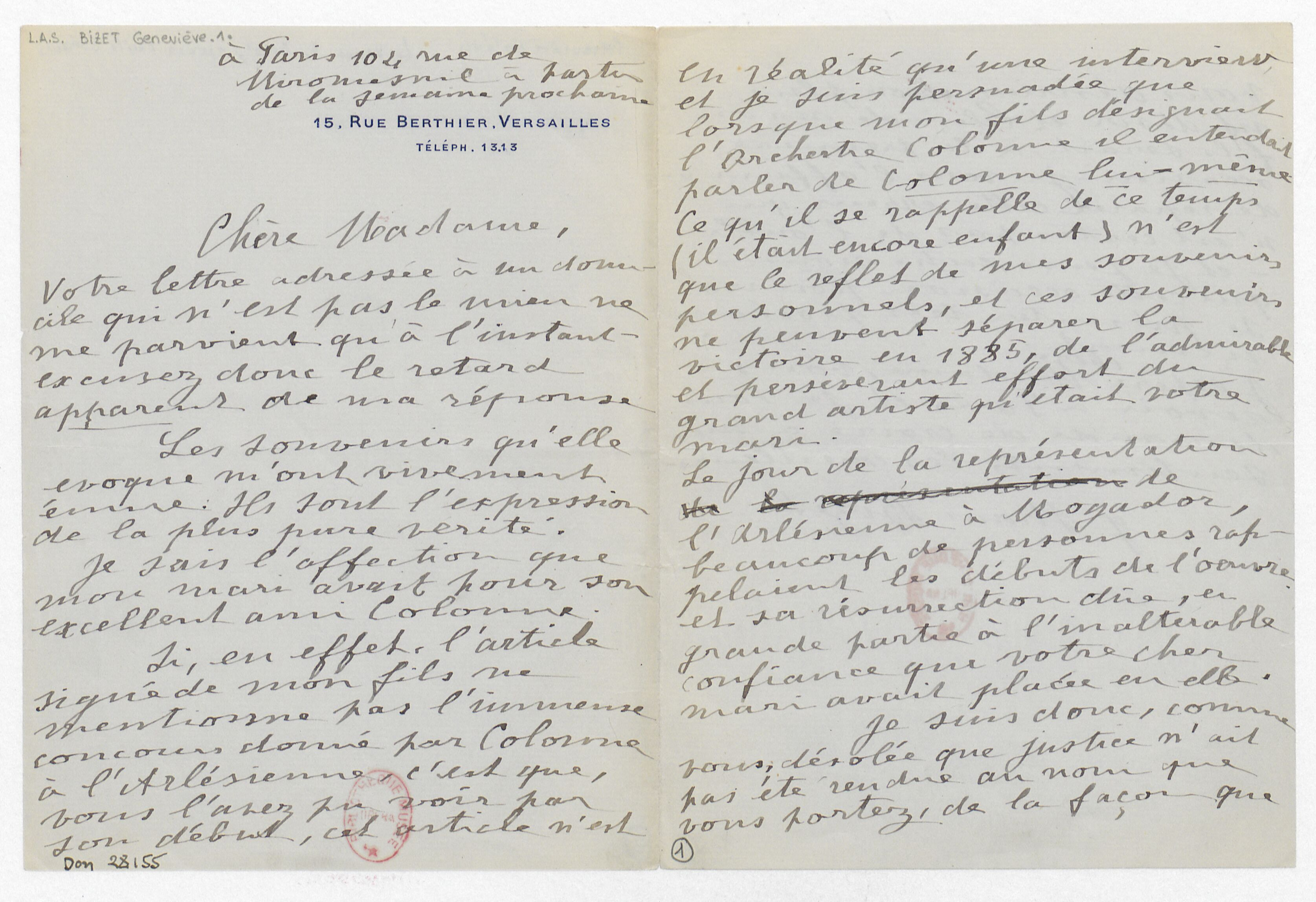
À Madame Edouard Colonne
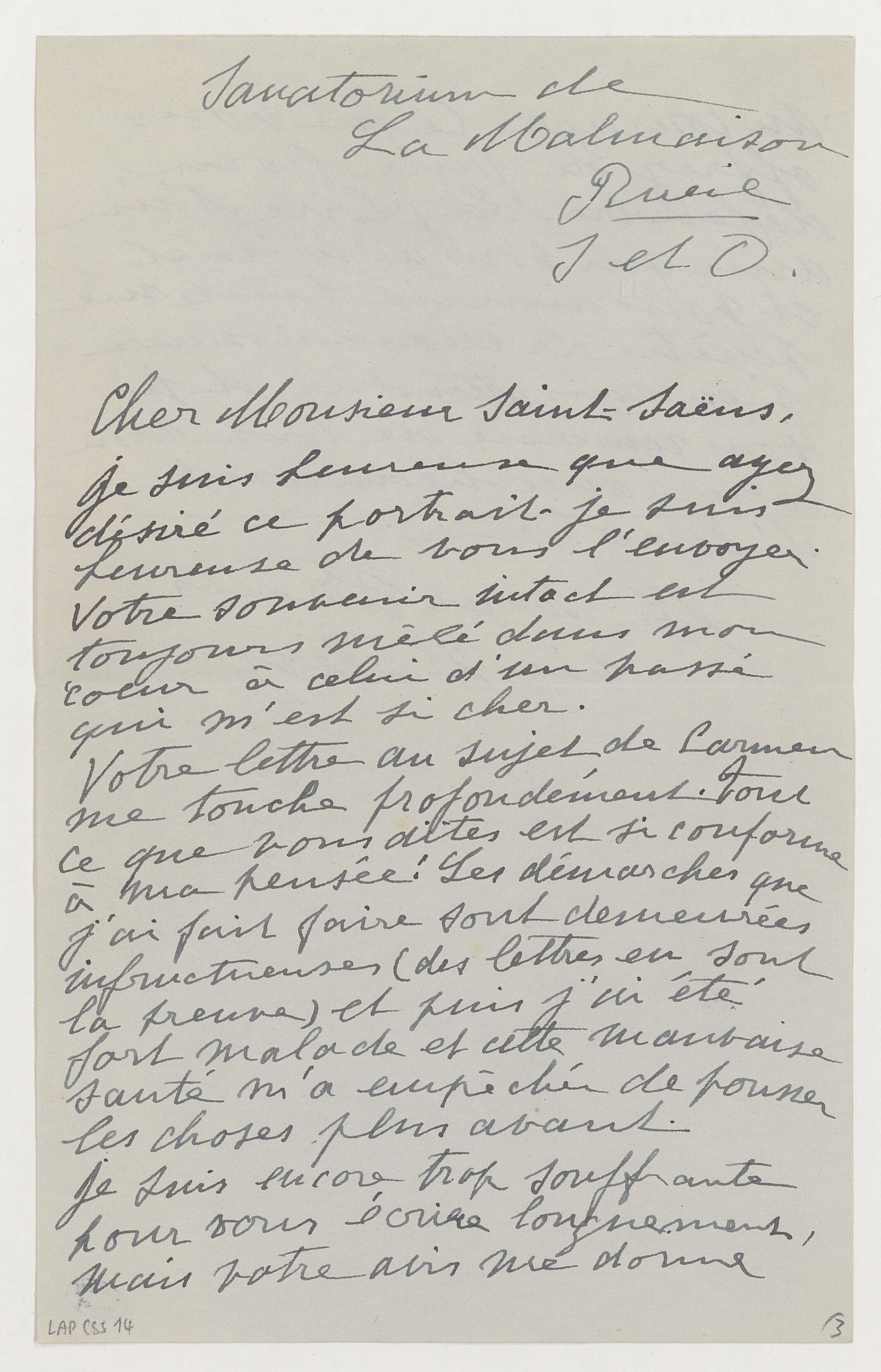
À Camille Saint-Saëns (entre 1909 et 1919)
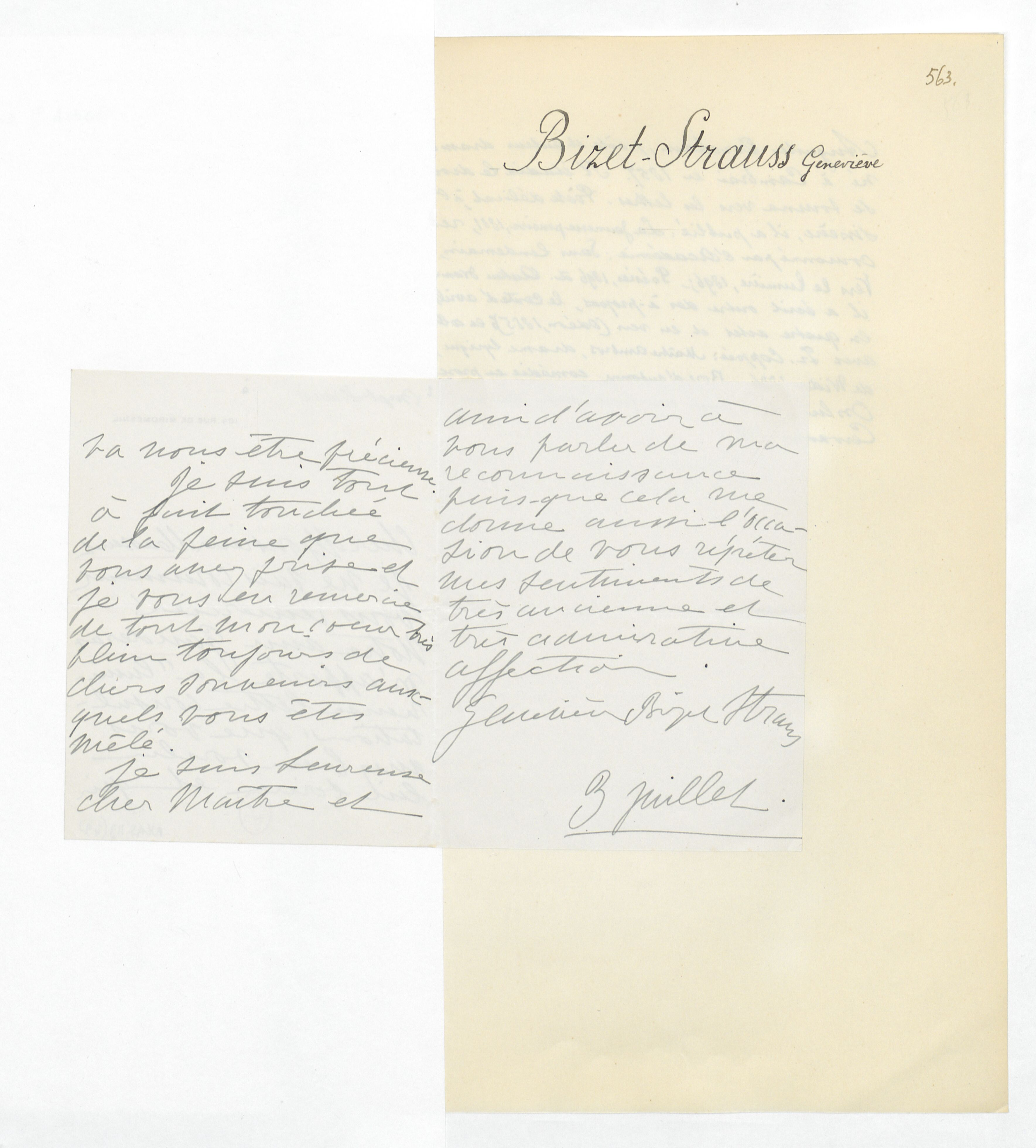
À Jules Massenet (avant 1912)

## Généalogie
```
Élie Halfon Levy puis Halévy( ? - 1826 )
Cantor (
''hazzan''
) de la 
synagogue
 de la rue des Victoires 
x  Julie Mayer (1781-1819) 
│                           
│
├──> 
Jacques Fromental Halévy
 (1799-1862), compositeur de musique d'opéra
│    x  
Léonie Rodrigues-Henriquès
 (1820-1884), fille d'Alexandre 
Rodrigues-Henriques
 (1765-1834), banquier, et d'Esther 
Gradis
 (1780-1859)
│    │
│    ├──> Esther Halévy (1845-1864)
│    │    fiancée à son cousin 
Ludovic Halévy

│    │ 
│    ├──> 
Geneviève Halévy
 (1849-1926)
│         x 1 
Georges Bizet

│         x 2 Émile Straus (1844-1939)
│         │    
│         ├──> 1. 
Jacques Bizet
 (1872-1922)    │
├──> 
Léon Halévy
 (1802-1883), professeur de littérature, poète, fabuliste, dramaturge
    x 1 Alexandrine Lebas, fille de 
Louis-Hippolyte Lebas
 (1782-1867), célèbre architecte, et de Colombe Isambert
    x 2 
Mademoiselle Paradol

    ├──> 1. 
Ludovic Halévy
 (1834-1908)
    │    fiancée à sa cousine Esther Halévy
    │    x Louise Breguet (1847-1930), fille de 
Louis Breguet
 (1804-1883), horloger et physicien français, et de Charlotte Lassieur
    │    │
    │    └──> 
Élie Halévy
 (1870-1937) philosophe et historien, docteur 
''
honoris causa
''
 de l'Université d'Oxford
    │    │
    │    └──> 
Daniel Halévy
 (1872-1962), essayiste et historien
    │          x 1898 Marianne Vaudoyer                
    │          └──> Françoise-Hélène Halévy (1900-1993)
    │               x 1901 
Louis Joxe
 (1901-1991), historien et homme politique français    │              
    │               └──> 
Pierre Joxe
 (° 
1934
), homme politique français 
    │
    ├──> 1. Valentine Halévy (1846-1893)
    ├──> 2. 
Lucien-Anatole Prévost-Paradol
```

## Résidences
- 1869-1875 : avenue Trudaine (IXe arrondissement)
- 1875-1886 : 22, rue de Douai (IXe arrondissement)
- 1886-1898 : 134, boulevard Haussmann (VIIIe arrondissement)
- 1898-1926 : 104, rue de Miromesnil (VIIIe arrondissement)